# A Oração de Ação de Graças
Prece de Ação de Graças (ou Oração de Ação de Graças), que é o sétimo tratado do códice VI da Biblioteca de Nag Hammadi, um fragmento copta sahídico do Discurso Perfeito, atribuído à Asclépio (ou Esculápio).

## Versão latina
Em latim, a obra é conhecida como "De Hermes Trismegisto: livro sagrado dedicado a Asclépio". O texto grego original (O discurso perfeito) existia já no início do século IV dC, como prova a inserção nos Papiros Mágicos (PGM III 551) da prece final (Asclépio 41) e também as citações de Lactâncio em "Divinae Instituitiones". Fora estes casos, a data de sua composição é desconhecida.

## A nota do escriba (7,65)
A Nota do escriba foi escrita em copta pelo escritor que copiou o resto do códice VI dos manuscritos de Nag Hammadi.
Ela aparece logo após a Prece de Ação de Graças e é um texto muito curto, composto de uma sincera desculpa por parte do escriba por copiar o códice caso o leitor já tenha uma cópia e a declaração de que este mesmo escritor possui diversos discursos deste tipo.